# Riza Zogolli
Riza Zogolli byl dědičným guvernérem Mati. Byl synem Xhelala Paši Zogolliho a bratrem Džemala Paši Zogolliho, otce albánského krále Zoga. Podporoval Albánskou nezávislost a byl také jedním ze zakladatelů Prizenské ligy. 